# 구글 스트리트 뷰의 적용 범위
구글 스트리트 뷰는 2007년 5월 25일 미국에서 처음 소개되었으며 2008년 11월 26일까지 각각 적어도 하나의 주요 도시나 지역(예: 공원) 및 일반적으로 다른 인근 도시를 나타내는 카메라 아이콘 마커를 제공했다. , 도시, 교외 및 공원. 적용 범위가 있는 많은 영역이 아이콘으로 표시되었다.

## 주요 추가사항

공개 스트리트 뷰가 가능한 국가를 포함하여 서비스 시작부터 현재까지의 타임랩스 추가

- 2005년 스트리트 뷰 프로젝트가 시작되면서 구글 직원은 샌프란시스코 지역 옥상에서 카메라가 장착된 밴을 사용하여 첫 번째 테스트를 시작한다.
- 2007년 5월 25일 스트리트 뷰가 발표되었다.
- 2007년 5월 30일 Where 2.0 컨퍼런스에서 Immersive Media Company는 특허 받은 12면체 카메라 어레이를 움직이는 자동차에 사용하여 처음에 스트리트 뷰로 매핑한 5개 도시 중 4개 도시의 이미지를 캡처한 계약자로 확인되었다. Immersive Media는 구글이 자체 기능을 개발할 때까지 계속해서 스트리트 뷰용 이미지 캡처를 수행했다. 2007년 7월부터 구글은 독점적으로 구글에 속한 이미지를 사용했다.
- 2008년 4월 16일에 스트리트 뷰가 구글 어스 4.3에 완전히 통합되었다.
- 2008년 5월 5일 구글은 품질을 개선하여 캡처 품질이 향상되었다.
- 2008년 5월 12일, 구글은 맨해튼의 번화한 거리 사진에 얼굴 흐리게 기술을 테스트하고 있다고 발표했다. 구글 어스 및 구글 지도 부문 이사인 존 행크(John Hanke)에 따르면 이 기술은 컴퓨터 알고리즘을 사용하여 구글의 이미지 데이터베이스에서 얼굴을 검색하고 흐리게 처리한다.
- 2008년 6월 10일 업데이트에 포함된 다른 두 가지 기능은 "구글 카"의 효과적인 마스크와 모든 사진에 얼굴 흐림 기술을 적용하여 모든 사진의 해상도를 효과적으로 낮추는 것이다. 샌프란시스코의 해상도 이미지. 또한 인근 대도시 지역도 많이 포함되었지만 자체 카메라 아이콘은 제공되지 않았다.
- 2008년 7월 2일, 구글 스트리트 뷰가 프랑스와 이탈리아에 출시되어 미국 외 지역에서는 최초로 서비스를 제공하고 구글의 새로운 4세대 카메라가 출시되었다. 이날 19개의 카메라 아이콘이 추가되었으며, 대부분 투르 드 프랑스 루트를 따라 있는 작은 마을과 지역 및 이탈리아 북서부 일부를 보여준다.
- 2008년 8월 4일, 호주와 일본의 주요 대도시 지역 아이콘 28개가 구글 스트리트 뷰에 추가되었다. 업데이트에는 약 40개의 새로운 미국 허브 도시가 포함되었다.
- 2008년 11월 26일 스트리트 뷰 버튼과 모든 카메라 아이콘이 삭제되었다. 이제 '스트리트 뷰' 버튼을 클릭하는 대신 왼쪽 모서리에 있는 '페그맨' 버튼을 사용하여 액세스할 수 있다. 지도 위로 '페그맨' 아이콘을 드래그하면 스트리트 뷰를 사용할 수 있는 위치에 파란색 폴리라인이 나타나고 작은 창에 현재 스트리트 뷰가 표시된다. 이것을 지도에 놓으면 스트리트 뷰가 열리고 전체 지도 창을 차지한다.
- 2008년 12월 1일에 뉴질랜드가 구글 스트리트 뷰에 추가되었다. 뉴질랜드 개인정보보호위원회의 권고에 따라 얼굴을 흐리게 처리했지만 차량 등록판은 가리지 않았다.
- 2009년 4월 9일부터 스트리트 뷰를 전체 화면 옵션으로 사용할 수 있게 되었다.
- 2009년 6월 5일, 사용자가 보고 싶은 장소나 물체를 커서로 두 번 클릭하여 파노라마를 탐색할 수 있는 스마트 내비게이션이 도입되었다.
- 2010년 1월, 구글은 캡처된 이미지의 품질을 향상시킬 수 있는 3세대 카메라를 출시하기 시작한다.
- 2010년 6월 중순, 구글은 스트리트 뷰를 사용할 수 없는 육지 지역과 수역을 포함하여 전 세계 모든 위치에서 사용자가 제출한 이미지를 표시하는 지도에 파란색 점을 추가했다. 이러한 이미지는 페그맨이 있는 스트리트 뷰 이미지와 동일한 방식으로 파란색 점으로 드래그하여 화면에 표시할 수 있다.
- 2012년 10월 30일, 구글은 사용자가 갤럭시 넥서스 스마트폰에서 파노라마 같은 이미지를 만들어 구글 지도에서 공유함으로써 스트리트 뷰에 기여할 수 있다고 발표했다.
- 2013년 2월 14일 Wii U용으로 Wii Street U가 출시되었다.
- 2013년 6월 27일, 구글은 넥서스가 아닌 갤럭시 스마트폰에서 파노라마 같은 이미지를 만들어 구글 지도에서 공유함으로써 사용자가 스트리트 뷰에 기여할 수 있다고 발표했다.
- 2013년 11월 6일, 구글은 새로운 디자인에 대한 길을 마련하기 위해 몇 달 만에 사라졌던 페그맨을 재도입했고, 심지어 위치에 따른 아이콘을 소개하는 페그맨까지 선보였다.
- 2014년 4월 23일에 새로운 역사적 스트리트 뷰 옵션이 새로운 구글 지도에 도입되었다. 파노라마 날짜는 타임라인에서 선택할 수 있다.
- 2017년 8월부터 구글에서는 서로 충분히 가까운 연결된 광구에 대해 사용자가 자신만의 스트리트 뷰와 같은 파란색 경로를 만들 수 있도록 허용한다.
- 2017년 9월 7일, 구글은 스트리트 뷰 10주년을 기념하여 더욱 효율적이고 정확한 차세대 카메라 출시를 발표했다. 4세대 카메라로 더욱 세련된 프로필과 블루 색상을 자랑한다.
- 2020년 12월 3일, 구글은 사용자가 스트리트 뷰 앱을 사용하여 AR 지원 휴대전화로 동영상을 캡처하여 스트리트 뷰에 기여할 수 있다고 발표했다.
- 2022년 5월 24일: 구글은 2023년 스트리트 뷰 15주년을 기념하여 새로운 4세대 카메라 출시를 발표했다. 이 카메라는 무게가 7킬로그램 미만이라는 장점 덕분에 자동차로 접근하기 어려운 지역을 커버할 수 있다.
- 2022년 5월 24일: 구글은 사용자가 반복적으로 캡처한 지역의 과거 사진을 볼 수 있도록 하는 iOS 및 안드로이드의 스트리트 뷰 기록 기능을 발표했다.